# Lipotactinae
Sous-famille
Les Lipotactinae sont une sous-famille d'orthoptères de la famille des Tettigoniidae. 

## Liste des genres
Selon Orthoptera Species File (28 mars 2010) :
- Lipotactes Brunner von Wattenwyl, 1898
- Mortoniellus Griffini, 1909

## Référence
- Ingrisch, 1995 : Revision of the Lipotactinae, a new subfamily of Tettigonioidea (Ensifera). Entomologica Scandinavica, vol. 26, n. 3, p. 273-320 (texte original).